# Theyanoguin
Theyanoguin, född 1691, stupad 1755, var en mohawkisk diplomatisk och militär ledare tillhörig Björnklanen. Han kallades Hendrick Peters eller King Hendrick av sina brittiska allierade.

## Ungdom
Theyanoguin var son till en mohawkisk kvinna och en mohegansk man. I det matrilinjära irokeiska samhället ärvde han sin mors klantillhörighet och etnicitet. Som barn döptes han i den Nederländska reformerta kyrkan. 

## Ledare
Som vuxen blev han en diplomatisk och militär ledare, en hövding, men han var inte en av de femtio ärftliga sachemer som styrde Irokesförbundet. Som hövding strävade han efter att bevara Förbundskedjan med Storbritannien för att skydda mohawkiska och irokesiska intressen i provinsen New York. Han samarbetade därvid nära med indianagenten William Johnson, men sökte till skillnad från denne bevara irokesernas neutralitet under de fransk-indianska krigen.

## Fransk-indianska kriget
Under det fransk-indianska kriget deltog han som militär ledare i William Johnsons expedition till Lake George och stupade i inledningsskedet av slaget vid Lake George 1755.